# Gare de Gien
Gare de Gien vasútállomás Franciaországban, Gien településen.

## Vasútvonalak
Az állomást az alábbi vasútvonalak érintik:
- Moret–Lyon-vasútvonal
- Orléans-Gien-vasútvonal

## Kapcsolódó állomások
A vasútállomáshoz az alábbi állomások vannak a legközelebb:
- Gare de Briare (Lyon-Perrache pályaudvar, Moret–Lyon-vasútvonal)
- Gare de Nogent-sur-Vernisson (Gare de Moret - Veneux-les-Sablons, Moret–Lyon-vasútvonal)
- Gare d'Ouzouer-Dampierre (Gare d’Orléans, Orléans-Gien-vasútvonal)